# エンペラー・オブ・インディア (戦艦)
|          | |
| 艦歴     | |
| 発注:    | 1911年 |
| 起工:    | 1912年5月31日 |
| 進水:    | 1913年11月27日 |
| 就役:    | 1914年11月10日 |
| 退役:    | 1931年 |
| その後:  | 1931年に標的艦として沈没 1932年にスクラップとして廃棄                                                             |
| 除籍:    | 1931年 |
| 性能諸元 | |
| 排水量:  | 基準：25,000トン、 満載：29,500トン                                                                               |
| 全長:    | 622 ft 9 in |
| 全幅:    | 90 ft |
| 吃水:    | 32 ft 9 in |
| 機関:    | パーソンズ式蒸気タービン4基 ヤーロウ缶18缶4軸推進 29,000 馬力                                                     |
| 最大速:  | 21.25ノット |
| 兵員:    | 925名 |
| 兵装:    | 45口径13.5インチ連装砲 5基 45口径6インチ単装砲 12 門 20口径3インチ単装高角砲 2門 21インチ水中発射型魚雷発射管 4基 |

エンペラー・オブ・インディア(HMS Emperor of India)は、イギリス海軍の戦艦。アイアン・デューク級。艦名は当初はデリー (Delhi) と命名される予定であったが、進水の1ヶ月前に変更された。

## 艦歴
「エンペラー・オブ・インディア」は1912年5月31日にバロー・イン・ファーネスのヴィッカース社で起工。1913年11月27日進水。1914年11月10日に就役した。
就役後、「エンペラー・オブ・インディア」はグランドフリートの第1戦艦戦隊に編入された。次いで第4戦艦戦隊に編入され、アレクサンダー・ダフ少将の旗艦となった。1915年7月、スカパフローでの艦隊観閲の際にジョージ5世が「エンペラー・オブ・インディア」を訪れた。
1916年のユトランド沖海戦に時はインバーゴードンで修理中であり、ダフ提督の旗艦は「シュパーブ」に変更されていた。1917年、「エンペラー・オブ・インディア」は「マールバラ」と交代で第1戦艦戦隊旗艦となった。
第一次世界大戦後の艦隊削減を生き残り、1919年に地中海艦隊に編入された。
1929年に退役し、1931年9月1日に標的艦として沈められた。翌年引き揚げられ、1932年2月6日にスクラップとして売却された。